# Triaspis xanthochila
Triaspis xanthochila är en stekelart som beskrevs av Martin 1958. Triaspis xanthochila ingår i släktet Triaspis och familjen bracksteklar. Inga underarter finns listade i Catalogue of Life.